# Os Teatros (jornal)

Os Teatros: jornal de crítica ilustrado foi publicado entre 1895 e 1897, em Lisboa, e, tal como indica o seu subtítulo, foca o seu conteúdo na crítica dos meandros teatrais. Os atores assumem o papel principal nesta arte e são alvo de análise, desde a sua voz à sua expressão corporal em palco; também aborda os roteiros teatrais semanais, o teatro estrangeiro e atualidades sobre o meio teatral. Na execução deste projeto conta-se com o nome de Diamantino Leite como redator principal e gerente, Henrique Pinto do Amaral como editor e Júlio Alves como ilustrador.